# Eugenia fusca
Eugenia fusca är en myrtenväxtart som beskrevs av Otto Karl Berg. Eugenia fusca ingår i släktet Eugenia och familjen myrtenväxter. Inga underarter finns listade i Catalogue of Life.